# 拉德伯克街

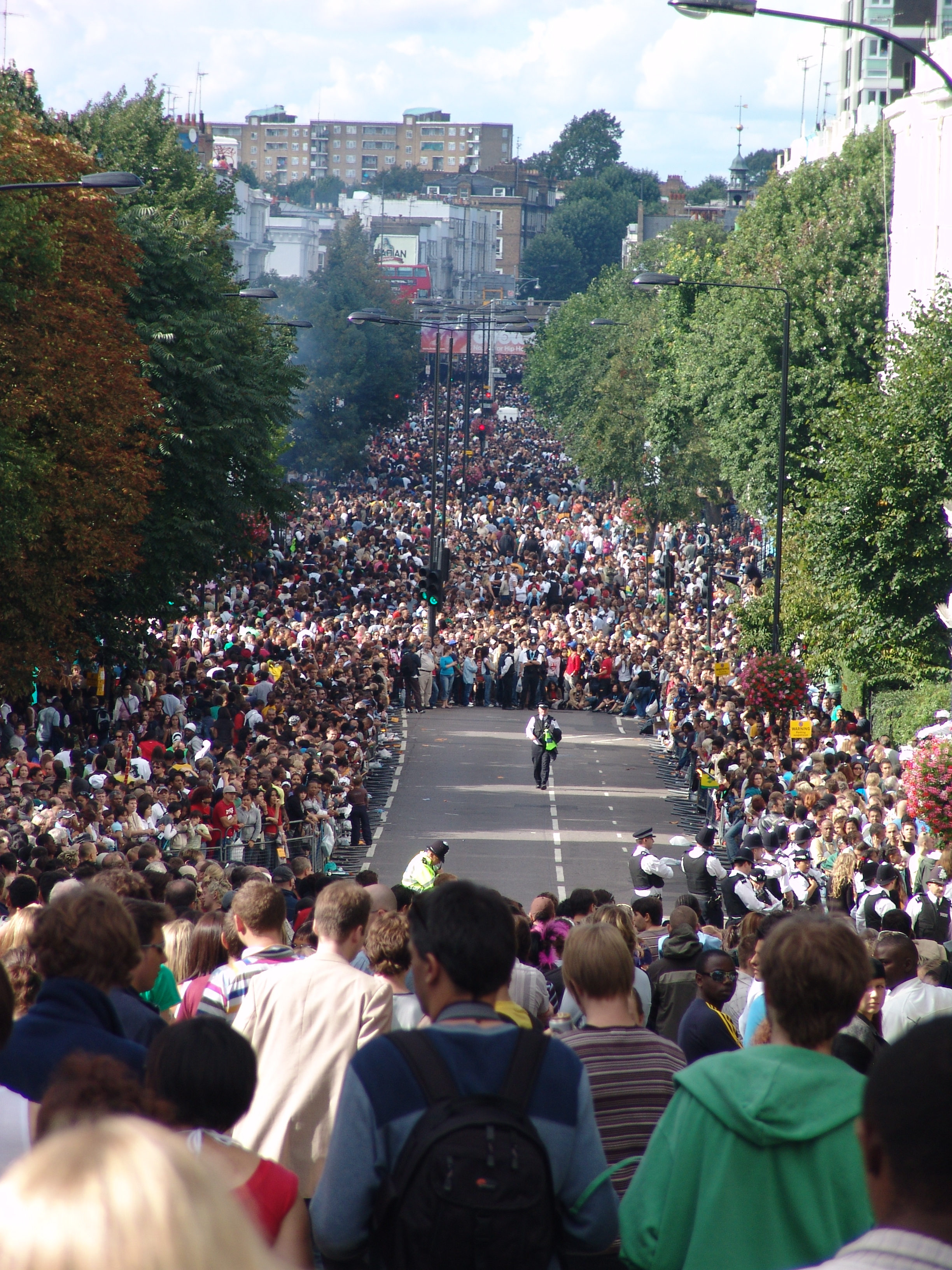
拉德伯克街

拉德伯克街（英語：Ladbroke Grove）是位於倫敦西部肯辛頓-切爾西皇家自治市的一條街道，位於哈羅路和荷蘭公園大道之間，呈南北方向。拉德伯克街也可以指諾丁山和北肯辛頓附近地區。拉德伯克街也是諾丁丘嘉年華會的巡遊路線一部分。這條街道得名於詹姆斯·韋勒·拉德伯克（James Weller Ladbroke）。

## 外部連結
- The Sound of Labroke Grove and a long way from Glam!